# (34214) 2000 QA72
2000 QA72 (asteroide 34214) é um asteroide da cintura principal. Possui uma excentricidade de 0.18629210 e uma inclinação de 14.12568º.
Este asteroide foi descoberto no dia 24 de agosto de 2000 por LINEAR em Socorro.